# Globina
La globina és una metal·loproteïna que forma part de l'hemoglobina (heteroproteïna) sent la globina la part proteica. Existeixen diversos tipus de cadenes de globina, que s'anomenen mitjançant lletres gregues (alfa, beta, gamma, etc.).
La globina és la part proteica de l'hemoglobina (apoproteïna).
L'hemo és el grup prostètic de l'hemoglobina.
Està compost per 4 cadenes polipeptídiques.
Els aminoàcids varien segons les espècies i dins dels humans varien amb el desenvolupament de l'organisme, de forma que canvien segons que es tracti de la vida embrionària, fetal o adulta.
La família de les globines alfa, es troba al cromosoma 16 i forma un agregat compost per dues còpies de la globina alfa, dos pseudogens i a continuació la globina zeta.
La famíla beta està ubicada al cromosoma 11, està composta per: beta, seguida per delta (Formarà junt amb la globina alfa la Hb A2), dues gamma (que varien en un aminoàcid) i èpsilon.

## Classes de cadenes de globina
- Alfa. α (present des del fetus fins a l'edat adulta).
- Beta. β (només en l'adult).
- Gamma.γ (durant el desenvolupament fetal).
- Delta.δ (siíntesi menor que beta).
- Epsilon.ε (durant el desenvolupament embrionari, substituïda per gamma en el fetus).
- Zeta.ξ (típica del desenvolupament embrionari, substituïda per alfa en el fetus).

Les cadenes de globina presenten una estructura complexa:
1. Estructura 1a: Determinada per la seqüència d'aminoàcids.
2. Estructura 2a: Aquestes cadenes s'enrotllen en espiral i amb alguns trams disposats a l'atzar.
3. Estructura 3a: És la disposició que adopta la cadena en l'espai quan es plega sobre ella mateixa i això origina una conformació globular que deixa un buit on es posa el grup "Hemo".
4. Estructura 4a: Resulta de la unió de diverses cadènes polipeptídiques amb estructura terciària.